# World Hockey Association 1975-1976
La stagione 1975-1976 è stata la 4ª edizione della World Hockey Association. La stagione regolare iniziò il 9 ottobre 1975 e si concluse il 6 aprile 1976, mentre i playoff dell'Avco World Trophy terminarono il 16 maggio 1976. L'All-Star Game della WHA si disputò a Cleveland fra una selezione di giocatori delle franchigie canadesi contro una formata da atleti delle formazioni statunitensi; la sfida fu vinta dalla selezione canadese per 6-1. I Winnipeg Jets sconfissero gli Houston Aeros nella finale dell'Avco World Trophy per 4-0, conquistando il primo titolo della loro storia.
Nell'estate del 1975 si sciolsero sia i Baltimore Blades che i Chicago Cougars, tuttavia il numero di squadre iscritte rimase invariato a quattordici grazie alla creazione dei Cincinnati Stingers e al trasferimento dei Denver Spurs dalla CHL. Altro cambiamento prima dell'inizio della stagione fu il trasferimento della franchigia dei Vancouver Blazers a Calgary dove assunsero il nome di Cowboys. Le formazioni furono divise in tre divisioni: una con squadre canadesi e due statunitensi suddivise fra costa est e ovest.
A metà della stagione regolare gli Spurs si trasferirono a Ottawa e diventarono i Civics, tuttavia la nuova franchigia si sciolse quasi immediatamente lasciando la lega con una squadra in meno. Poche settimane più tardi furono invece i Minnesota Fighting Saints a dover cessare le attività nonostante un record positivo. La lega riformulò immediatamente il calendario per completare la stagione regolare delle dodici squadre rimaste, tuttavia alcune di loro disputarono 81 incontri rispetto agli 80 previsti.

## Squadre partecipanti
- Calgary Cowboys
- Cleveland Crusaders
- Cincinnati Stingers
- Denver Spurs[1]
- Edmonton Oilers
- Houston Aeros
- Indianapolis Racers
- Minnesota Fighting Saints
- NE Whalers
- Phoenix Roadrunners
- San Diego Mariners
- Quebec Nordiques
- Toronto Toros
- Winnipeg Jets

## Stagione regolare

### Classifiche
Canadian Division
|  | Pos. | Squadra          | Pt  | G  | V  | S  | N | GF  | GS  | DR  |
|  | ---- | ---------------- | --- | -- | -- | -- | - | --- | --- | --- |
|  | 1.   | Winnipeg Jets    | 106 | 81 | 52 | 27 | 2 | 345 | 254 | +91 |
|  | 2.   | Quebec Nordiques | 104 | 81 | 50 | 27 | 4 | 371 | 316 | +55 |
|  | 3.   | Calgary Cowboys  | 86  | 80 | 41 | 35 | 4 | 307 | 282 | +25 |
|  | 4.   | Edmonton Oilers  | 59  | 81 | 27 | 49 | 5 | 268 | 345 | -77 |
|  | 5.   | Toronto Toros    | 53  | 81 | 24 | 52 | 5 | 335 | 398 | -63 |
|  | 6.   | Denver Spurs     | 29  | 41 | 14 | 26 | 1 | 134 | 172 | -38 |

Eastern Division
|  | Pos. | Squadra             | Pt | G  | V  | S  | N | GF  | GS  | DR  |
|  | ---- | ------------------- | -- | -- | -- | -- | - | --- | --- | --- |
|  | 1.   | Indianapolis Racers | 76 | 80 | 35 | 39 | 6 | 245 | 247 | -7  |
|  | 2.   | Cleveland Crusaders | 75 | 80 | 35 | 40 | 5 | 273 | 279 | -6  |
|  | 3.   | NE Whalers          | 73 | 80 | 33 | 40 | 7 | 255 | 290 | -35 |
|  | 4.   | Cincinnati Stingers | 71 | 80 | 35 | 44 | 1 | 285 | 340 | -65 |

Western Division
|  | Pos. | Squadra                   | Pt  | G  | V  | S  | N | GF  | GS  | DR  |
|  | ---- | ------------------------- | --- | -- | -- | -- | - | --- | --- | --- |
|  | 1.   | Houston Aeros             | 106 | 80 | 53 | 27 | 0 | 341 | 263 | +78 |
|  | 2.   | Phoenix Roadrunners       | 84  | 80 | 39 | 35 | 6 | 302 | 287 | +15 |
|  | 3.   | San Diego Mariners        | 78  | 80 | 36 | 38 | 6 | 303 | 290 | +13 |
|  | 4.   | Minnesota Fighting Saints | 64  | 59 | 30 | 25 | 4 | 211 | 212 | -1  |

Legenda:

      Ammesse ai Playoff
      Fallita a stagione in corso
Note:

Due punti a vittoria, un punto a pareggio, zero a sconfitta.

### Statistiche

#### Classifica marcatori
La seguente lista elenca i migliori marcatori al termine della stagione regolare.

| Giocatore           | Squadra             | PG | G  | A  | Pt  | +/- | MP  |
| ------------------- | ------------------- | -- | -- | -- | --- | --- | --- |
| Marc Tardif         | Quebec Nordiques    | 81 | 71 | 77 | 148 | +35 | 79  |
| Bobby Hull          | Winnipeg Jets       | 80 | 53 | 70 | 123 | +62 | 30  |
| Réal Cloutier       | Quebec Nordiques    | 80 | 60 | 54 | 114 | +33 | 27  |
| Ulf Nilsson         | Winnipeg Jets       | 78 | 38 | 76 | 114 | +65 | 84  |
| Robbie Ftorek       | Phoenix Roadrunners | 80 | 41 | 72 | 113 | +36 | 109 |
| Christian Bordeleau | Quebec Nordiques    | 74 | 37 | 72 | 109 | +16 | 42  |
| Anders Hedberg      | Winnipeg Jets       | 76 | 50 | 55 | 105 | +60 | 48  |
| Réjean Houle        | San Diego Mariners  | 81 | 51 | 52 | 103 | +20 | 61  |
| Serge Bernier       | Quebec Nordiques    | 70 | 34 | 68 | 102 | +26 | 91  |
| Gordie Howe         | Houston Aeros       | 78 | 32 | 70 | 102 | +14 | 76  |

#### Classifica portieri
La seguente lista elenca i migliori portieri al termine della stagione regolare.

| Giocatore      | Squadra             | PG | Min  | V  | S  | P | GS  | SO | Sv%  | MGS  |
| -------------- | ------------------- | -- | ---- | -- | -- | - | --- | -- | ---- | ---- |
| Michel Dion    | Indianapolis Racers | 31 | 1860 | 14 | 15 | 1 | 85  | 0  | .910 | 2.74 |
| Joe Daley      | Winnipeg Jets       | 62 | 3612 | 41 | 17 | 1 | 171 | 5  | .903 | 2.84 |
| Wayne Rutledge | Houston Aeros       | 25 | 1456 | 14 | 10 | 0 | 77  | 1  | .901 | 3.17 |
| Jack Norris    | Phoenix Roadrunners | 41 | 2412 | 21 | 14 | 4 | 128 | 1  | .891 | 3.18 |
| Ernie Wakely   | San Diego Mariners  | 67 | 3824 | 35 | 27 | 4 | 208 | 3  | .895 | 3.25 |

## Playoff
Per i playoff del 1976 si qualificarono le dieci migliori squadre della lega. In un turno preliminare si affrontarono la seconda e la terza delle divisioni Eastern e Western in serie al meglio delle cinque gare. Nei quarti di finale da una parte del tabellone si giocarono le finali delle divisioni Eastern e Western, mentre dall'altra parte le semifinali della Canadian Division. Tale formula permise di disputare una finale fra una franchigia canadese contro una statunitense. I turni a partire dai quarti si giocarono al meglio delle sette sfide con il formato 2-2-1-1-1: la squadra migliore in stagione regolare avrebbe disputato in casa Gara-1 e 2, (se necessario anche Gara-5 e 7), mentre quella posizionata peggio avrebbe giocato nel proprio palazzetto Gara-3 e 4 (se necessario anche Gara-6).
|  | Quarti di finale | Quarti di finale    | Quarti di finale |               |                  | Semifinali          | Semifinali | Semifinali |  |  | Avco World Trophy | Avco World Trophy | Avco World Trophy |
|  |                  |                     |                  |               |                  |                     |            |            |  |  |                   |                   |                   |
|  | C1               | Winnipeg Jets       | 4                |               |                  |                     |            |            |  |  |                   |                   |                   |
|  | C4               | Edmonton Oilers     | 0                |               |                  |                     |            |            |  |  |                   |                   |                   |
|  | C4               | Edmonton Oilers     | 0                |               | C1               | Winnipeg Jets       | 4          |            |  |  |                   |                   |                   |
|  |                  |                     |                  |               | C1               | Winnipeg Jets       | 4          |            |  |  |                   |                   |                   |
|  |                  | C3                  | Calgary Cowboys  | 1             |                  |                     |            |            |  |  |                   |                   |                   |
|  | C2               | C3                  | Calgary Cowboys  | 1             | Quebec Nordiques | 1                   |            |            |  |  |                   |                   |                   |
|  | C2               |                     |                  |               | Quebec Nordiques | 1                   |            |            |  |  |                   |                   |                   |
|  | C3               | Calgary Cowboys     | 4                |               |                  |                     |            |            |  |  |                   |                   |                   |
|  |                  |                     |                  |               |                  |                     |            |            |  |  | C1                | Winnipeg Jets     | 4                 |
|  |                  |                     | W1               | Houston Aeros | 0                |                     |            |            |  |  |                   |                   |                   |
|  | E1               | Indianapolis Racers | 3                |               |                  |                     |            |            |  |  |                   |                   |                   |
|  | E3               | New England Whalers | 4                |               |                  |                     |            |            |  |  |                   |                   |                   |
|  | E3               | New England Whalers | 4                |               | E3               | New England Whalers | 3          |            |  |  |                   |                   |                   |
|  |                  |                     |                  |               | E3               | New England Whalers | 3          |            |  |  |                   |                   |                   |
|  |                  | W1                  | Houston Aeros    | 4             |                  |                     |            |            |  |  |                   |                   |                   |
|  | W1               | W1                  | Houston Aeros    | 4             | Houston Aeros    | 4                   |            |            |  |  |                   |                   |                   |
|  | W1               |                     |                  |               | Houston Aeros    | 4                   |            |            |  |  |                   |                   |                   |
|  | W3               | San Diego Mariners  | 2                |               |                  |                     |            |            |  |  |                   |                   |                   |

### Preliminari
| Squadra 1           | Totale | Squadra 2          | Gara 1    | Gara 2 | Gara 3 | Gara 4 | Gara 5 |
| ------------------- | ------ | ------------------ | --------- | ------ | ------ | ------ | ------ |
| Cleveland Crusaders | 0 - 3  | NE Whalers         | 3 - 5     | 1 - 6  | 2 - 3  |        |        |
| Phoenix Roadrunners | 2 - 3  | San Diego Mariners | 3 - 2 dts | 2 - 4  | 6 - 4  | 1 - 5  | 1 - 2  |

### Quarti di finale
| Squadra 1           | Totale | Squadra 2          | Gara 1 | Gara 2    | Gara 3 | Gara 4 | Gara 5 | Gara 6 | Gara 7 |
| ------------------- | ------ | ------------------ | ------ | --------- | ------ | ------ | ------ | ------ | ------ |
| Winnipeg Jets       | 4 - 0  | Edmonton Oilers    | 7 - 3  | 5 - 4 dts | 3 - 2  | 7 - 2  |        |        |        |
| Quebec Nordiques    | 1 - 4  | Calgary Cowboys    | 1 - 3  | 4 - 8     | 3 - 5  | 1 - 3  |        |        |        |
| Indianapolis Racers | 3 - 4  | NE Whalers         | 1 - 4  | 4 - 0     | 0 - 3  | 1 - 2  | 4 - 0  | 5 - 3  | 0 - 6  |
| Houston Aeros       | 4 - 2  | San Diego Mariners | 8 - 6  | 3 - 1     | 8 - 4  | 2 - 3  | 2 - 3  | 3 - 2  |        |

### Semifinale
| Squadra 1     | Totale | Squadra 2       | Gara 1 | Gara 2 | Gara 3 | Gara 4 | Gara 5 | Gara 6 | Gara 7 |
| ------------- | ------ | --------------- | ------ | ------ | ------ | ------ | ------ | ------ | ------ |
| Winnipeg Jets | 4 - 1  | Calgary Cowboys | 6 - 1  | 3 - 2  | 6 - 3  | 3 - 7  | 4 - 0  |        |        |
| Houston Aeros | 4 - 3  | NE Whalers      | 2 - 4  | 5 - 3  | 2 - 4  | 4 - 3  | 4 - 3  | 2 - 6  | 2 - 0  |

### Avco World Trophy
La finale dell'Avco World Trophy 1976 è stata una serie al meglio delle sette gare che ha determinato il campione della World Hockey Association per la stagione 1975-76. I Winnipeg Jets hanno sconfitto gli Houston Aeros in quattro partite e si sono aggiudicati il primo Avco World Trophy della loro storia.
| Squadra 1     | Totale | Squadra 2     | Gara 1 | Gara 2 | Gara 3 | Gara 4 | Gara 5 | Gara 6 | Gara 7 |
| ------------- | ------ | ------------- | ------ | ------ | ------ | ------ | ------ | ------ | ------ |
| Houston Aeros | 0 - 4  | Winnipeg Jets | 3 - 4  | 4 - 5  | 3 - 6  | 1 - 2  | 8 - 3  | 3 - 12 | 8 - 2  |

| Vincitori della WHA 1975-76 Winnipeg Jets | Portieri: Joe Daley, Curt Larsson Difensori: Thommie Bergman, Mike Ford, Ted Green, Larry Hillman, Larry Hornung, Gerry Odrowski, Heikki Riihiranta, Lars-Erik Sjöberg (C) Attaccanti: Duke Asmundson, Norm Beaudin, Bobby Guindon, Anders Hedberg, Bobby Hull, Veli-Pekka Ketola, Bill Lesuk, Mats Lindh, Willy Lindström, Lyle Moffat, Ulf Nilsson, Peter Sullivan Staff Tecnico: Bobby Kromm (Allenatore) |

## Premi WHA
- Avco World Trophy: Winnipeg Jets
- Ben Hatskin Trophy: Michel Dion, (Indianapolis Racers)
- Bill Hunter Trophy: Marc Tardif, (Quebec Nordiques)
- Dennis A. Murphy Trophy: Paul Shmyr, (Cleveland Crusaders)
- Gordie Howe Trophy: Marc Tardif, (Quebec Nordiques)
- Howard Baldwin Trophy: Bobby Kromm, (Winnipeg Jets)
- Lou Kaplan Trophy: Mark Napier, (Toronto Toros)
- Paul Deneau Trophy: Václav Nedomanský, (Toronto Toros)
- WHA Playoff MVP: Ulf Nilsson, (Winnipeg Jets)

### WHA All-Star Team
First All-Star Team
- Attaccanti: Marc Tardif • Ulf Nilsson • Anders Hedberg
- Difensori: Paul Shmyr • Jean-Claude Tremblay
- Portiere: Joe Daley

Second All-Star Team
- Attaccanti: Bobby Hull • Robbie Ftorek • Réal Cloutier
- Difensori: Pat Stapleton • Kevin Morrison
- Portiere: Ron Grahame